# أنواع ثعابين سامة (مصر)
الثعابين السامة في مصر تتعدد أنواع الثعابين في مصر، برغم أن ليست جميعها سامة ولكن مجرد النظر إليها ينتابك الشعور بالخوف حيث لا يمكن للشخص العادى الذي لا يمتلك خبرة كافية للتعامل مع الزواحف والتفرقة بين النوع السام والغير سام، وفي كل الأحول يستوجب حين مشاهدة ثعبان أتباع ارشادات الأمان ومغادرة المكان فورا وعدم المجازفة بمحاولة قتلة أو الأمساك به نهائيًا؛ حتي لا تتعرض للدغ الذي قد يتسبب في وفاتك، لأن ثمة ثعابين تستخدم السموم بدون تماس مباشر مع الضحية، مثل اللدغ والعض كما هو معتاد لدي معظم ثعبان الكوبرا النوبية تستطيع نفث السم إلى عيون ضحيتها و تمتلك مصر العديد من أنواع الثعابين السامة وتختلف اماكن تواجدها داخل الأراضي المصرية حيث لكل ثعبان البيئة المحيطة بها وظروف المناسبة التي تضمن له الاستمرار في الحياة والتكيف معاها.

## الأنواع السامة المصرية

أماكن تواجد الكوبرا النوبية

- الكوبرا النوبية: (الإسم العلمي: Naja nubiae) (الإسم بالإنجليزية: Nubian spitting cobra) (الاسم بالعامة المصري: البخاخ الناشر الصعيدي)

وهي من أنواع الكوبرا البخاخة للسم عند شعورها بتهديد تقوم بالتشريع لإعطاء تحذير كما انها تستطيع بصق السم مما قد يسبب العمى للأشخاص.
وتنتشر في حوض نهر النيل تنتشر في الصعيد من أسيوط وجنوبا حتى الحدود وايضا منطقة جبل علبة.

اماكن تواجد الكوبرا المصرية

- الكوبرا المصرية: (الاسم العلمي: Naja haje)

ثعبان كبير الحجم عدائى، ويؤثر سُم هذا الثعبان على الجهاز العصبى، عند شعورها بتهديد تقوم بالتشريع وينتج سُمّه بوفرة ويرسل سمه من خلال الأنياب اللدغ والعض.
وتنتشر في الدلتا وحول حوض نهر النيل وجميع الأراضي الزراعية المرتبطة بنهر النيل والساحل الشمالي، ووجه بحري ماعدا الاسماعيليه وبورسعيد وخفيفه جدا في دمياط بالقرب من كفر الشيخ، وتنتشر أيضاً في الفيوم وتنتشر مع خط النيل شمالا.

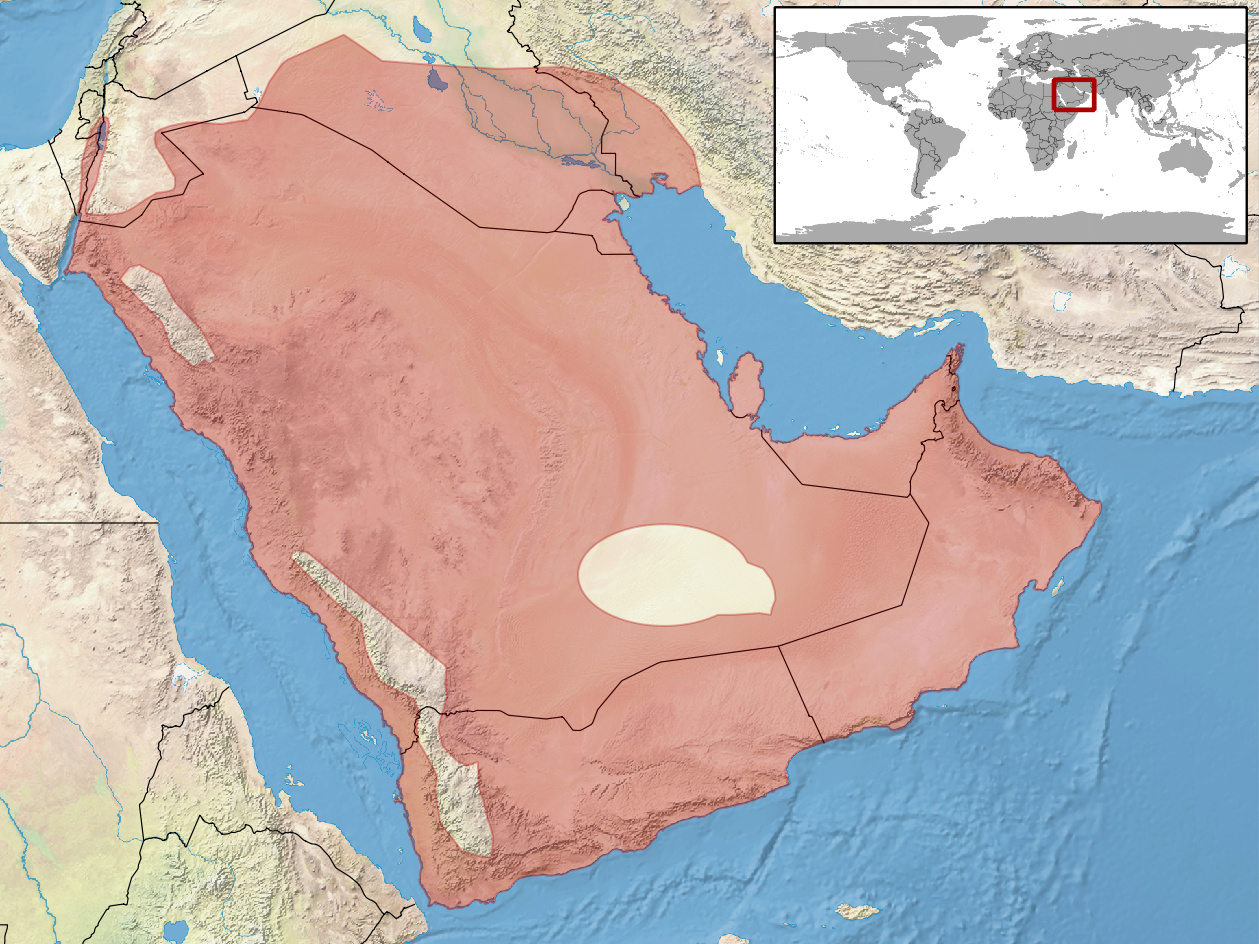
اماكن تواجد الافعي المقرنة

- الأفعى المقرنة: (الاسم العلمي: Cerastes cerastes) (الاسم بالعامة المصري: طريشة أو أم جنيبة)

على الرغم من حجمها الصغير بالنسبة لبقية الأفاعي إلا أنها تعد ثعبان سام وقاتل وعادة لا يهاجم الإنسان بل يفر عند الإحساس بوجوده ولا يلدغ إلا إذا أحس بالخطر.
وتسمى بالحية المقرنة أيضًا وذلك لوجود قرنين أعلى رأسها، و اسماها المصريون «أُم جنيب» بسبب انها تزحف متثنية أي تزحف بانحناء لذلك تسمى أطلق عليها ذلك.
وتنتشر الطريشة بصحاري مصر، بإستثناء معظم محيط الدلتا ومناطق في الجنوب الغربي من الوادي الجديد .

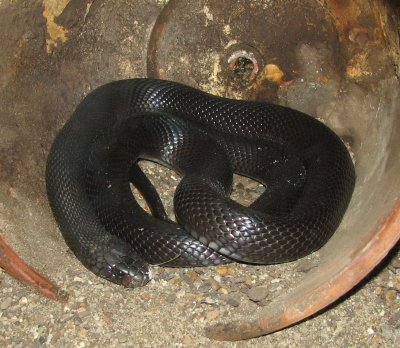
الصل الأسود

- الصل الأسود: (الاسم العلمي:Walterinnesia aegyptia ) الاسم بالعامة المصري (الكوبرا السوداء الصحراوية أو البرجيل السيناوي [3] )

الثعبان الأسود الصحراوي، يعد أخطر أنواع الثعابين الموجودة في بر مصر، لونه أسود لامع بالكامل، يعيش في سيناء والمنطقة الحدودية معها من الصحراء الشمال شرقية وحتى طريق القاهرة السويس.

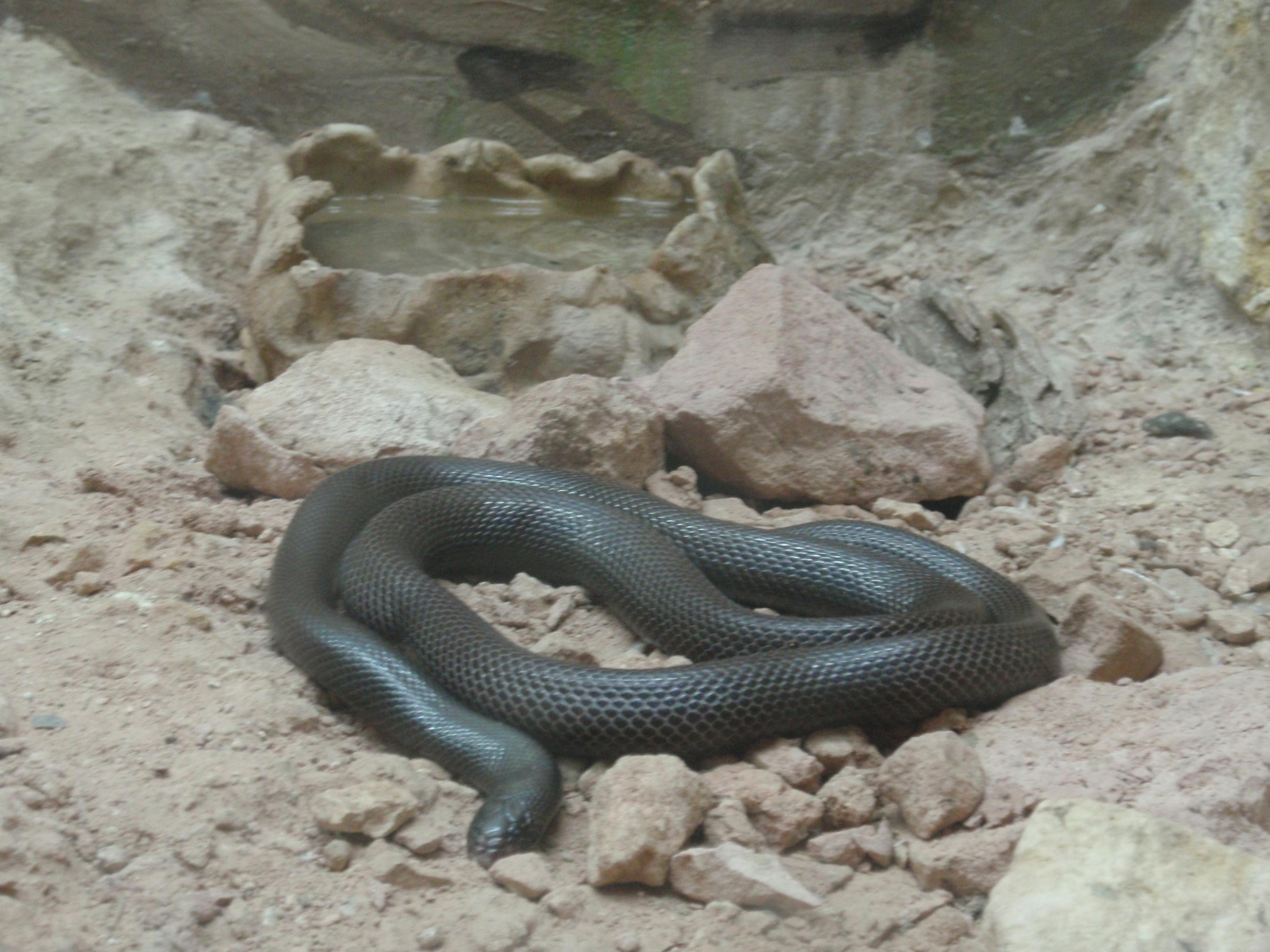
الأسود الخبيث

- الأسود الخبيث : ( الأسم العلمي: Atractaspis engaddensis ) , (الاسم بالعامة المصري: الأبتر أو الحفّار السيناوي أو الخبيث الأسود )

ثعبان صغير الحجم يستطيع العض وفمه مغلق وهو الثعبان الوحيد الذي لايمسك باليد لأن أنيابه خارج فمه، من الأنواع السامة جدا والنادر جدا و يعيش في جنوب ووسط سيناء.

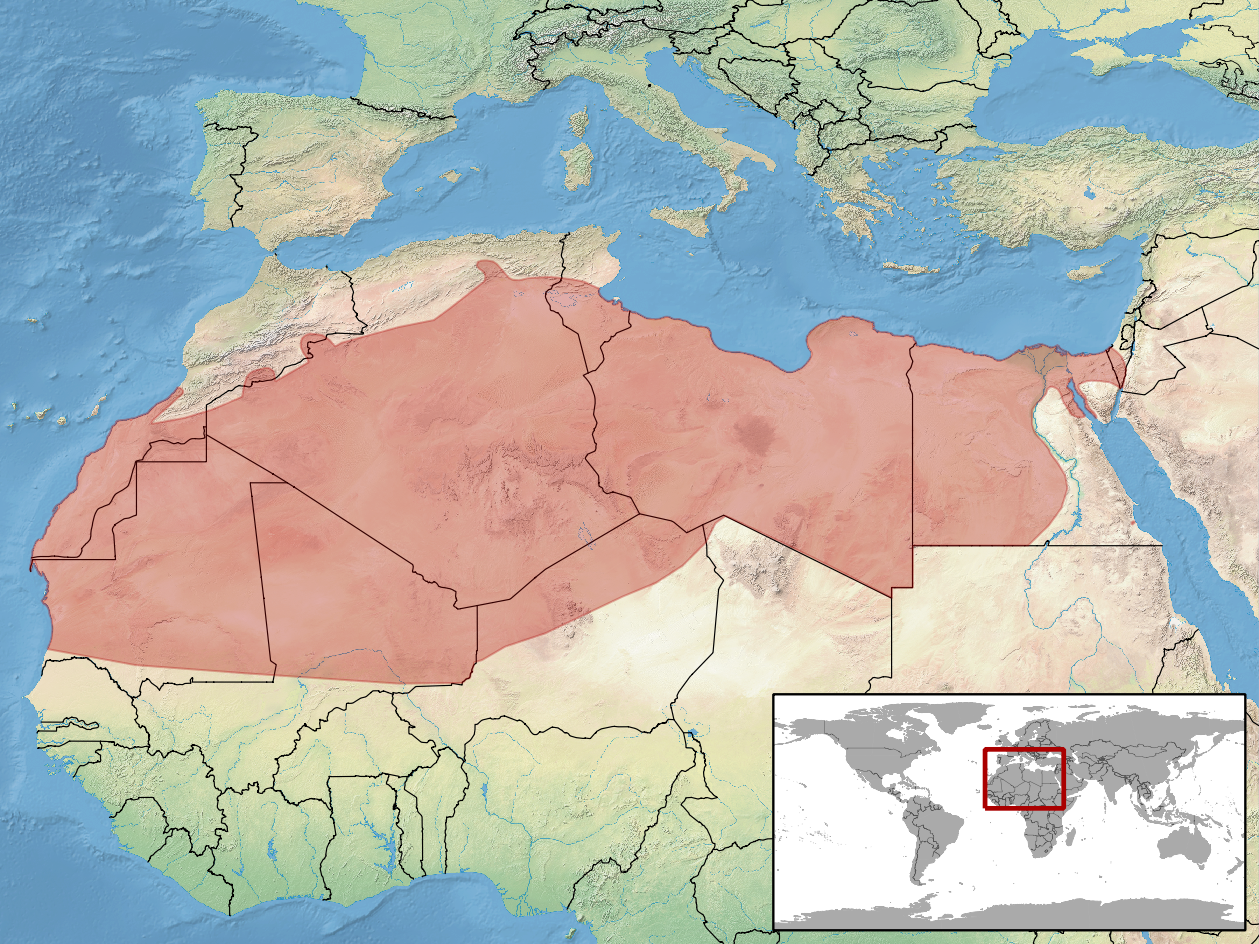
أماكن تواجد الأفعي القرعاء

- الأفعى القرعاء : ( الاسم العلمي: Cerastes vipera ) : هي من الثعابين السامة وسمها دموي وليس عصبى، صياد ماهر لصيد الفرائس حيث انها تتميز بنصب الفخاخ للفرائس فقتوم بدفن نفسها بالرمل وتوم بتحريك ذيلها كالدودة لجذب ولإغراء الفريسة وتنتظر حتى تاتى ومن ثم تنقض عليها.

وتم تسجيل تواجدها في المناطق الرملية في سيناء والساحل الشمالي وجزء كبير من شمال الصحراء الغربية والشرقية وبعض التسجيلات في الواحات حوض نهر النيل في شمال الصعيد و جبل علبة.
- الأفعي المنشارية : (الاسم العلمي: Echis coloratus )هي أفعى سامة جدا شبه صحراوية و كثيرا ما تختبئ تحت الصخور وهي من الأنواع السامة جدا.

وتم تسجيل تواجدها بمصر بسيناء والصحراء الشرقية حتى الجنوب، ويوجد منها عدة أنواع منتشرة في كثير من المناطق على مستوى العالم.

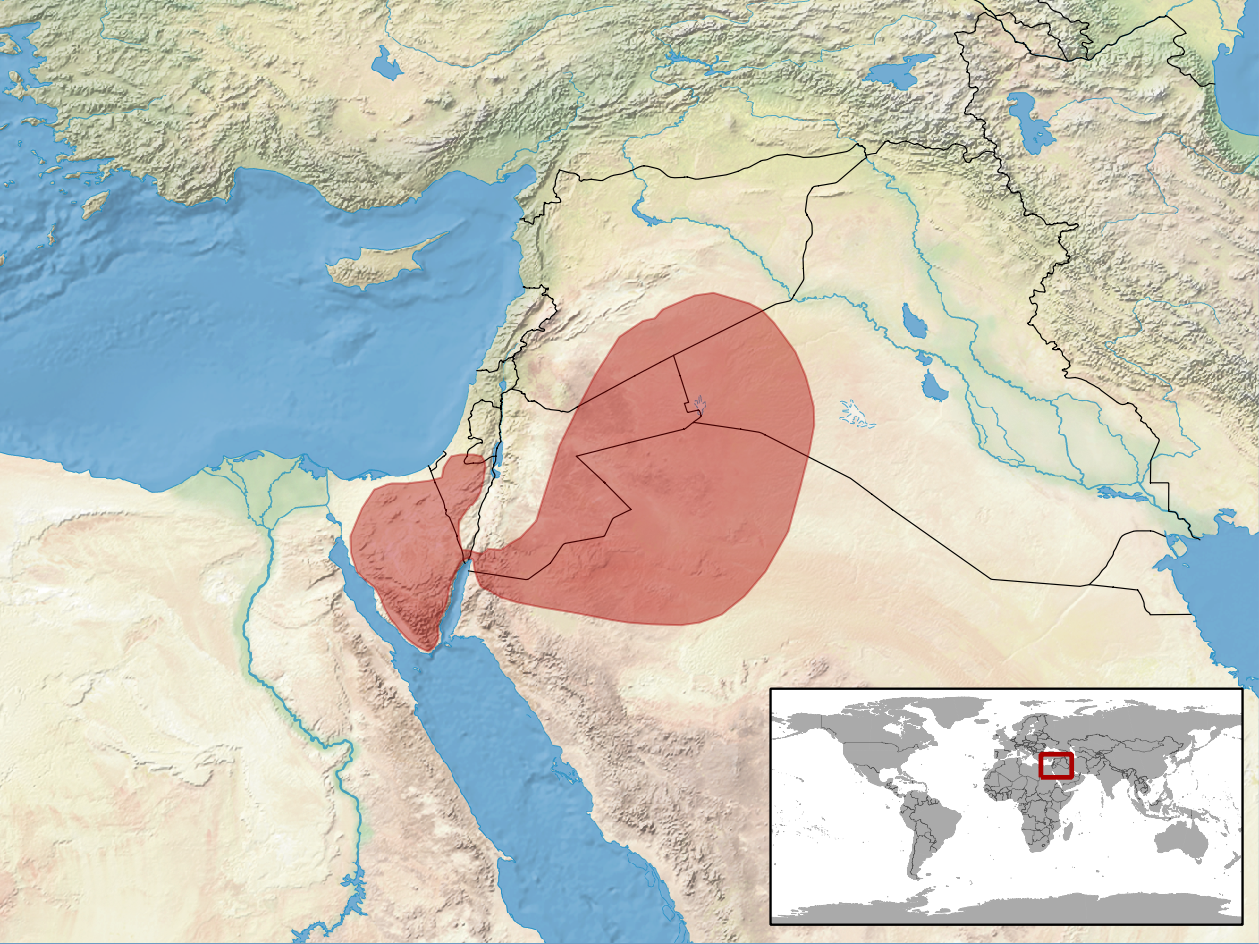
اماكن تواجد الافعي الفارسية المقرنة الزائفة

- الأفعى الفارسية المقرنة : (اسم اخر: المقرنة الزائفة ) (الاسم العلمي: Pseudocerastes fields ) (الاسم بالإنجليزية: false horned viper أو Persian horned viper )

أفعى سامة، متوسط الطول تتميز برأس عريض ومفلطح مع بروز واضح لقرن صغير يتألف من حراشف صغيرة فوق كل عين واطلق عليها المقرنة الزائفة و تم تسجيل تواجدها بسيناء فقط. 

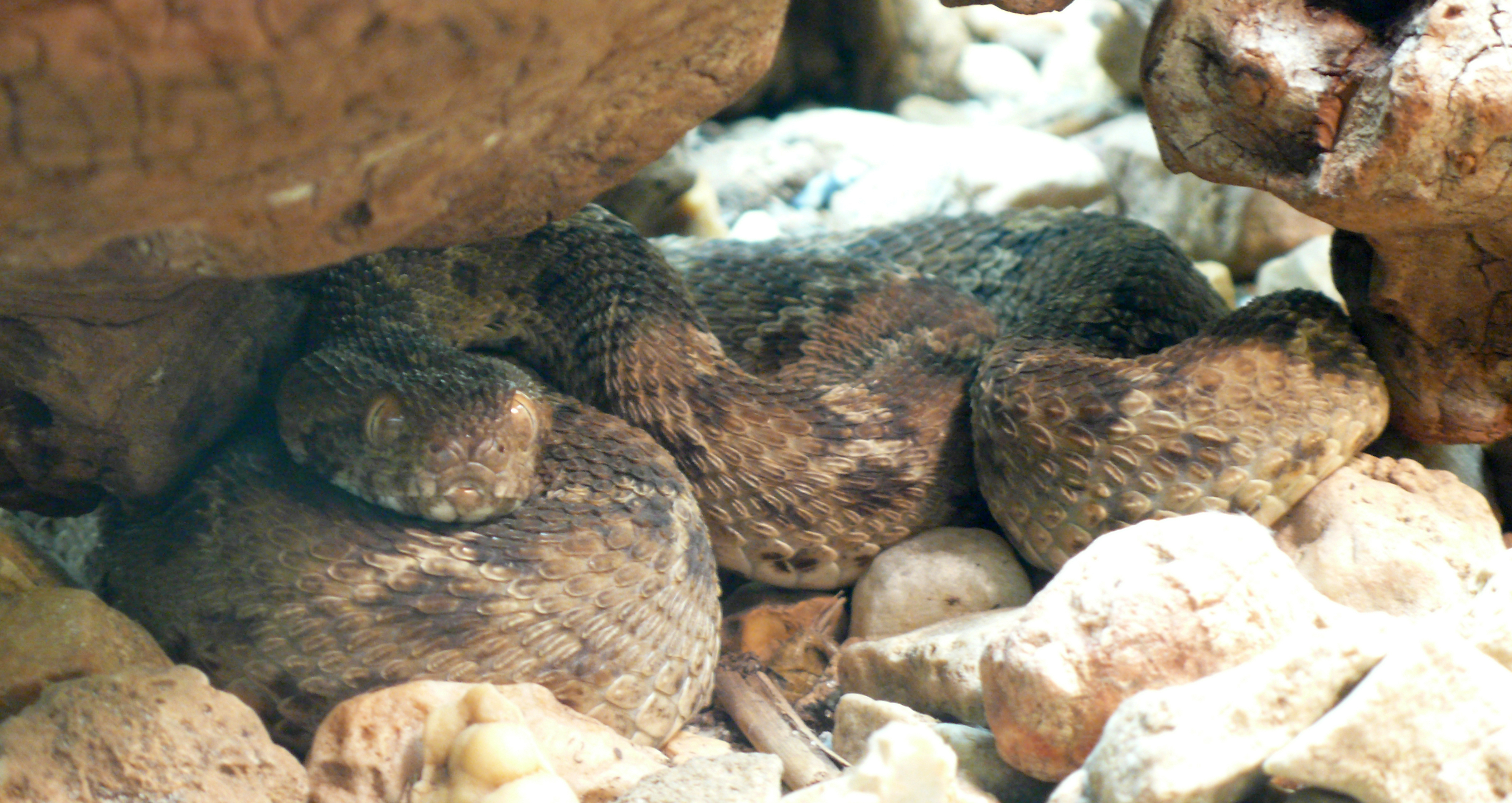
افعي الأهرام (الغريبة)

- أفعى الأهرام أو الحية الغريبة السودا: (الاسم العلمي: Echis pyramidum )(بالإنجليزية: Egyptian Saw-scaled Viper, North-East African Carpet Viper) [4]

وهي الأفعى الأخطر في مصر وصاحبة أسوأ سمعة ويطلق عليها الحية الغريبة السوداء وتمتلك سم دموى من أخطر سموم الأفاعى ويسمى ( Hemotoxin ) 
تم تسجيل تواجدها بالمناطق الزراعية بمناطق محددة جنوب الدلتا حتى جنوب القاهرة وبعض التسجيلات في شمال الصعيد الصحراء الغربية وجبل علبة.